# Lợn Yorkshire Hoa Kỳ
Lợn Yorkshire Hoa Kỳ (tiếng Anh: American Yorkshire) là một giống lợn nhà, là phiên bản Hoa Kỳ của Lợn Yorkshire Anh. Lợn Yorkshire Hoa Kỳ có đôi tai nhỏ hơn và mềm hơn khi so sánh với đôi tai to lớn của Yorkshire Anh. Yorkshire Hoa Kỳ là giống lợn được ghi nhận nhiều nhất về việc đóng góp nguồn cung thịt lợn ở Hoa Kỳ.
Loài này được phát triển ở Yorkshire Anh vào khoảng năm 1761. Vào năm 1830, Yorkshire đầu tiên được nhập khẩu vào Hoa Kỳ, đặc biệt là ở Ohio, nhưng vì tốc độ tăng trưởng chậm, chúng không trở nên phổ biến cho đến cuối những năm 1940. Vào thời điểm đó, nhiều con lợn lớn đã được nhập khẩu từ Canada và Anh vì độ chắc chắn và thịt của chúng được ưa chuộng. Các giống sau đó được cải thiện nhanh chóng thông qua sự chọn lọc.
Ngày nay, lợn Yorkshire Hoa Kỳ được tìm thấy ở gần như mọi tiểu bang của Hoa Kỳ, với số lượng nhiều nhất ở Illinois, Indiana, Iowa, Nebraska và Ohio. Yorkshire hiện tại khá cơ bắp với tỷ lệ thịt nạc cao. Dữ liệu Lợn Yorkshire Hoa Kỳ đã được xác nhận với các đặc điểm như: sự siêng năng cao, bao gồm tăng trưởng, năng suất lợn nái và hình thành chất béo, đại diện cho nguồn hồ sơ hiệu suất chăn nuôi lớn nhất thế giới.
Trọng lượng của lợn đực rơi vào khoảng 250 đến 340 kg, còn lợn nái nhỏ hơn, chỉ từ 204 đến 295 kg.